# Шункырколь (Северо-Казахстанская область)
Шункырколь (каз. Шұңқыркөл) — село в Тайыншинском районе Северо-Казахстанской области Казахстана. Входит в состав Тихоокеанского сельского округа. Код КАТО — 596068700.

## География
Село Шункырколь расположено на берегу одноимённого озера Шункырколь. В 8 км от села находится солёное озеро Калибек. Между селом и озером Калибек расположена низменность — урочище Байбулат.

## Население
В 1999 году население села составляло 787 человек (366 мужчин и 421 женщина). По данным переписи 2009 года, в селе проживало 403 человека (188 мужчин и 215 женщин).